# Réserve écologique de l’Île-Garth
Die Réserve écologique de l’Île-Garth ist ein ökologisches Schutzgebiet im Süden der kanadischen Provinz Québec in der Regionalen Grafschaftsgemeinde Thérèse-De Blainville. 

## Lage, Ausdehnung, Geologie
Das Schutzgebiet wurde im Jahr 2003 auf einer Fläche von 17,23 ha eingerichtet. Dabei handelt es sich um eine Insel in der Rivière des Mille Îles, die auf dem Gebiet der Gemeinde Bois-des-Filion, 2 km stromabwärts von Rosemère liegt, und von der fast 90 % überschwemmungsgefährdet sind.

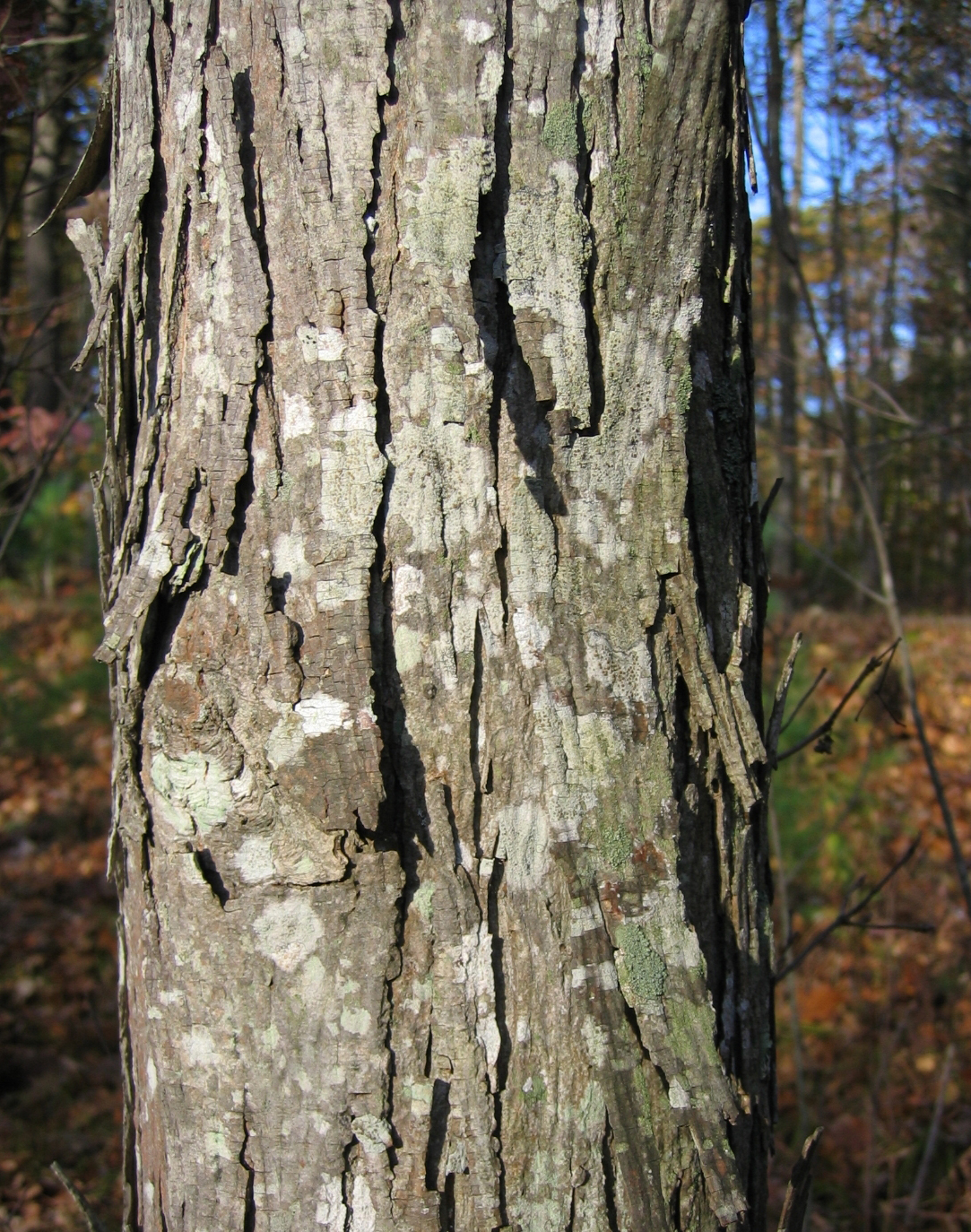
Borke des Schuppenrinden-Hickory

Der Untergrund der Insel besteht überwiegend aus Kalkstein und Dolomit. Darüber liegen Sedimente, die der Fluss abgelagert hat. 

## Flora
Auf der Insel gedeihen Silber-Ahorn und Schuppenrinden-Hickory (Carya ovata), eine Baumart aus der Gattung Hickory (Carya), die wiederum zur Familie der Walnussgewächse gehört. Hinzu kommt der Westliche Zürgelbaum (Celtis occidentalis). Diese Bäume sind in Québec selten geworden. Als gefährdet oder bedroht gelten über Celtis occidentalis hinaus die Arten Schwarzer Zucker-Ahorn (Acer nigrum) und Amerikanische Pimpernuss (Staphylea trifolia) aus der Gattung der Pimpernüsse (Staphylea). Schließlich wachsen auf der Insel die Roteiche (Quercus rubra), die Bur-Eiche (Quercus macrocarpa) und die Weymouth-Kiefer (Pinus strobus). An einem tiefer gelegenen Standort in der Mitte der Insel, an dem das Wasser schlechter abfließt, stehen Amerikanische Ulmen (Ulmus americana) und Rot-Eschen (Fraxinus pennsylvanica). An der westlichen Spitze der Insel, gleichzeitig ihr höchster Punkt, stehen Weymouth-Kiefern. Im Nordosten stehen als Pionierpflanzen Papier-Birke und Rot-Ahorn, an stark verschatteten Plätzen Butternuss und Schuppenrinden-Hickory.

## Fauna
Flora und Fauna auf der Insel sind weitgehend frei von menschlichen Eingriffen. 2004 wurden erstmals die Insekten der Insel untersucht, insbesondere Schmetterlinge und Käfer. Auch wurde 1985 an der nahe gelegenen Mündung des Aux Chiens creek und später auch an anderen Stellen Landkarten-Höckerschildkröten gesichtet.